# Perlinella zwicki
Perlinella zwicki és una espècie d'insecte plecòpter pertanyent a la família dels pèrlids.

## Etimologia
El seu nom científic honora la figura de Peter Zwick, el qual va reconèixer aquesta espècie per primera vegada.

## Descripció
- L'adult mascle fa entre 7 i 10 mm de llargària corporal, el seu color varia entre el marró fosc i el negre, les seues ales anteriors fan entre 7 i 11 mm de llargada total i presenta el cap de color groc llevat de la pigmentació fosca que té a la regió dels ocels (en té dos).
- La femella adulta fa 8-12 mm de longitud corporal, té un color semblant al del mascle, les seues ales anteriors fan entre 8 i 12 mm de longitud i la seua placa subgenital és bilobulada.
- L'ou és allargat, ovalat i circular en secció transversal.
- La nimfa mesura 8-10 mm, és de color marró fosc per complet, amb el cap lleugerament més ample que el pronot i amb àrees clares, els ulls en línia amb els ocels laterals, amb quatre dents a cada mandíbula i potes amb una franja de pèls sedosos i llargs a les zones dorsal i ventral.[3]

## Hàbitat
En el seu estadi immadur és aquàtic i viu als rierols de fons sorrenc, mentre que com a adult és terrestre i volador.

## Distribució geogràfica
Es troba a Nord-amèrica: el sud-est dels Estats Units (Alabama, Florida, Carolina del Sud, Carolina del Nord i Mississipi).